# 国際特許分類に関するストラスブール協定
国際特許分類に関するストラスブール協定（こくさいとっきょぶんるいにかんするストラスブールきょうてい、英語: Strasbourg Agreement Concerning the International Patent Classification）は、1971年3月24日にフランスのストラスブールで作成され、1975年10月7日に発効した、特許の国際分類を定める条約。
ストラスブール協定と略される。

## 概要
国際特許分類はこの条約に基づいて作成されている。この条約の管理は世界知的所有権機関が行っている。
締約国は56か国（2006年8月現在）。日本は1977年8月18日に加入。